# معارضو الخدمة العسكرية

ليس لديها قوات مسلحة
حاليا لا يوجد تجنيد إجباري
مشروع نظام نشط، لكن أقل من 20% من جميع الفئات العمرية مضطرون للتجنيد
خطة لإلغاء التجنيد من قبل الحكومة الحالية
التجنيد الحالي مستمر
لا يوجد معلومات

المعترض الضميري هو الشخص الذي يطلب حقه في رفض أداء الخدمة العسكرية على أساس حرية الفكر أو الضمير أو الإعاقة أو الدين. ومن أمثلة ذلك أن يُطلب شخص لأداء أعمال عسكرية تتعارض مع مبادئه أو يرفضها ضميره أو معتقده أو دينه أو أن يكون الشخص يرفض العمل العسكري بكل أشكاله وهو ما يُعرف بالسلامية. الاعتراض الضميري حق من حقوق الإنسان استمدته التشريعات الدولية من الحق في حرية الفكر والوجدان والدين٬ حيث ينص العهد الدولي الخاص بالحقوق المدنية والسياسية على حرية الإنسان في اعتناق أي مُعتقد يختاره وأنه لا يجوز تعريض أي إنسان لإكراه من شأنه أن يخل بحريته في اعتناق وممارسة هذا المُعتقد.

## تاريخ
تعرّض العديد من معارضي الخدمة العسكرية للإعدام، أو السجن، أو العقوبة عندما أدت معتقداتهم إلى إتيانهم بأعمال تتعارض مع النظام القانوني لمجتمعاتهم أو حكوماتهم. على مر السنين، تعددت التعريفات القانونية وحالات معارضة الخدمة العسكرية، واختلفت من دولة إلى أخرى. مثّلت المعتقدات الدينية نقطة البدء في عدة دول لمنح وضع قانوني لمعارضي الخدمة العسكرية.
جُنّد أول معارض للخدمة العسكرية معروف في التاريخ المسجّل، ماكسيميليانوس، جُنّد في الجيش الروماني في العام 295، لكنه «أبلغ البروقنصل في نوميديا أنه انطلاقًا من معتقداته الدينية، لا يمكنه الخدمة في الجيش». وأُعدِم ماكسيميليانوس بسبب ذلك، وطُوِّب فيما بعد باسم القديس ماكسيميليان.
منح ويليام الصامت اعترافًا مبكرًا بمعارضة الخدمة العسكرية لطائفة المينونايتية الهولندية في العام 1575. وتمكنوا من رفض الخدمة العسكرية مقابل دفع بدلٍ مادي.
في منتصف القرن الثامن عشر في بريطانيا العظمى، مُنح التشريع الرسمي لإعفاء معارضي الخدمة العسكرية لأول مرة بعد حدوث أزمة في محاولة إجبار الكويكرز على الخدمة العسكرية. في العام 1757، ومع المحاولة الأولى لتأسيس ميليشيا بريطانية كجيش احتياط وطني محترف، سمَح بند في قانون اقتراع الميليشيات بإعفاء الكويكرز من الخدمة العسكرية.
في الولايات المتحدة، سُمح بمعارضة الخدمة العسكرية مع بدايات تأسيس الدولة، بالرغم من إسناد مسألة تقنين ذلك لكل ولاية، قبل إدخال التجنيد الإجباري.

## القانون الدولي

### الإعلان العالمي لحقوق الإنسان
في العام 1948، تناولت الجمعية العامة للأمم المتحدة مسألة الحق في «الضمير» في المادة 18 من الإعلان العالمي لحقوق الإنسان، وفيها جاء ما يلي:
لكلِّ شخص حقٌّ في حرِّية الفكر والوجدان والدِّين، ويشمل هذا الحقُّ حرِّيته في تغيير دينه أو معتقده، وحرِّيته في إظهار دينه أو معتقده بالتعبُّد وإقامة الشعائر والممارسة والتعليم، بمفرده أو مع جماعة، وأمام الملأ أو على حدة.
صدّقت الجمعية العامة على الإعلان في 10 ديسمبر 1948، بأغلبية 48 صوتًا للموافقين، مع عدم وجود معارضين، وامتناع 8 أعضاء عن التصويت.
في العام 1974، قال مساعد الأمين العام للأمم المتحدة، شون ماكبرايد، في محاضرة نوبل التي ألقاها، «بالنسبة للحقوق المنصوص عليها في الإعلان العالمي لحقوق الإنسان، يمكن إضافة حقّ آخر ذي صِلة وثيقة بالموضوع، وهو «الحق في رفض القتل»».
في العام 1976، دخلت معاهدة الأمم المتحدة «العهد الدولي الخاص بالحقوق المدنية والسياسية» حيز التنفيذ. وقد استندت إلى الإعلان العالمي لحقوق الإنسان، ووُضعت أصلًا في العام 1966. وتلتزم الدول التي وقعت على هذه المعاهدة ببنودها. تبدأ مادتها 18 بتقرير أنه: «لكل فرد الحق في حرية الفكر، والضمير، والدين».
ورغم ذلك، فإن العهد الدولي الخاص بالحقوق المدنية والسياسية ترك قضية معارضة الخدمة العسكرية دون تعريف واضحة، كما يُلاحظ في الاقتباس التالي من المنظمة الدولية لمقاومة الحرب: «تضع المادة 18 من العهد بعض القيود على الحق [في حرية الفكر، والضمير، والدين]، بذِكرها أن مظاهرها يجب ألا تمسّ بالسلامة العامة، أو القانون، أو الصحة، أو الآداب. وترى بعض الدول بأن قيودًا كتلك [على الحق في حرية الفكر، والضمير، والدين] ستسمح لها [بشكل لازمٍ] أن تعتبر معارضة الخدمة العسكرية في وقت الحرب تشكّل تهديدًا للسلم العام، أو أن المعارضة الجماعية للخدمة العسكرية تُخل بالنظام العام... و[تعتبر بعض الدول] بأنه من الواجب «أخلاقيًا» خدمة الدولة بالالتحاق في جيشها».
في 30 يوليو 1993، طرِح توضيح صريح للمادة 18 من العهد الدولي الخاص بالحقوق المدنية والسياسية في التعليق العام رقم 22 للجنة الأمم المتحدة لحقوق الإنسان، الفقرة 11: «لا يشير العهد الدولي صراحة إلى الحق في معارضة الخدمة العسكرية، إنما تعتقد اللجنة أن هذا الحق يمكن استخلاصه من المادة 18، نظرًا لكون الإجبار على استخدام القوة المميتة قد يتعارض بشكل جذري مع حرية الضمير، والحق في إظهار الدين أو المعتقد». في العام 2006، وجدت اللجنة لأول مرة الحق في معارضة الخدمة العسكرية مستندًا إلى المادة 18، وإن لم يكن ذلك بالإجماع.
في العام 1997، تضمن إعلان عن حملة لمنظمة العفو الدولية وبيانٌ للجنة الأمم المتحدة لحقوق الإنسان هذا الاقتباس: «إن الحق في معارضة الخدمة العسكرية بدافع الضمير ليس أمرًا هامشيًا خارج الاتجاه العام لمسائل حماية حقوق الإنسان الدولية وتعزيزها».
في العام 1998، كررت لجنة حقوق الإنسان تصريحات سابقة لها وأضافت عليها: «على الدول... الامتناع عن إخضاع معارضي الخدمة العسكرية... لعقوبات متكررة بسبب عدم أدائهم الخدمة العسكرية». كما حثّت الدول «على النظر في منح حق اللجوء لمعارضي الخدمة العسكرية الذين اضطرّوا لمغادرة بلدهم الأصلي خشية تعرّضهم للاضطهاد بسبب رفضهم أداء الخدمة العسكرية...»
في العام 2001، أقر ميثاق الحقوق الأساسية للاتحاد الأوروبي بالحق في معارضة الخدمة العسكرية.

### دليل الإجراءات والمعايير الواجب تطبيقها لتحديد وضع اللاجئ
ينص دليل الإجراءات والمعايير الواجب تطبيقها لتحديد وضع اللاجئ (الدليل) الصادر عن مفوضية الأمم المتحدة السامية لشؤون اللاجئين على ما يلي:
171. وليس كل معتقد، ولو أنه قد يكون حقيقيًا، يشكل سببًا كافيًا للمطالبة بوضع اللاجئ بعد الهروب من الجندية أو التخلف عن الخدمة العسكرية. فلا يكفي لشخص ما أن يكون على خلاف مع حكومته بشأن التبرير السياسي لعمل عسكري معين. ولكن، إذا كان نوع العمل العسكري، الذي لا يرغب فرد ما في الاشتراك فيه، مدانًا من قِبل المجتمع الدولي باعتباره مخالفًا للقواعد الأساسية للسلوك الإنساني، فإن العقاب على الهروب من الجندية أو التخلف عن الخدمة العسكرية يمكن اعتباره بحد ذاته اضطهادًا في ضوء جميع مقتضيات التعريف الأخرى.

## المعارضة الانتقائية للخدمة العسكرية
خدم العميد الطيار ليونيل تشارلتون، من سلاح الجو الملكي البريطاني، في الجيش من العام 1898 حتى العام 1928. في العام 1923 رفض بشكل انتقائي الخدمة في قيادة سلاح الجو الملكي البريطاني في العراق. (ولكنه عمل لاحقًا كضابط قيادة جوية للمجموعة رقم 3).
في 4 يونيو 1967، ألقى جون كورتني موراي، وهو كاهن وعالم لاهوت يسوعي أمريكي، خطابًا في كلية ويسترن ماريلاند يشرح نوعًا أكثر تحديدًا من معارضة الخدمة العسكرية: «قضية المعارضة الانتقائية للخدمة العسكرية، أو معارضة الخدمة العسكرية لحروب بعينها، أو ما يُطلق عليه أحيانًا اسم الخدمة المسلحة الخاضعة للسلطة التقديرية».
في 8 مارس من العام 1971، قضت المحكمة العليا للولايات المتحدة في قضية جيليت ضد الولايات المتحدة بأن «الإعفاء الممنوح لأولئك الذين يعارضون «المشاركة في الحرب بأي شكل كانت»، ينطبق على مَن يعارض المشاركة في جميع الحروب وليس لمن يعترض على المشاركة في حرب معينة فحسب».
في 24 سبتمبر 2003، رفض 27 طيارًا احتياطيًا وطيارًا سابقًا في إسرائيل الاشتراك في مهام محددة بعينها. وشملت هذه المهام المحددة «مراكز السكان المدنيين» في «الأراضي [المحتلة]». وأوضح الطيارون أولئك قائلين: «سنستمر في الخدمة في الجيش الإسرائيلي وسلاح الجو في جميع المهام للدفاع عن دولة إسرائيل».

## بدائل المعترضين
لا يرغب بعض المعترضين الضميريين في خدمة الجيش بأي شكل، بينما يقبل بعضهم بأدوار لاحربية. رغم أن المعترض الضميري عادةً ما يرفض التعاون مع المنظمات العسكرية، مثل مقاتل في الحرب أو أي دور داعم آخر، يؤيد البعض أشكالًا أكثر تساهلًا من الاعتراض الضميري. أحد الأشكال المتساهلة هو القبول بالأدوار غير المقاتلة خلال التجنيد الإلزامي أو الخدمة العسكرية. تشمل البدائل عن الخدمة العسكرية أو المدنية قضاء مدة في السجن أو عقوبةً أخرى نتيجة رفض التجنيد الإلزامي، أو الادعاء الكاذب بعدم اللياقة اللازمة لأداء الواجب عن طريق تزييف وجود حساسية أو حالة قلبية، أو تأخير الالتحاق بالتجنيد الإلزامي حتى أعلى حد عمري للخدمة أو طلب اللجوء في دولة لا تسلم أولئك المطلوبين للخدمة العسكرية. يُسمى تجنب الخدمة العسكرية أحياناً تهرب الجند، خاصةً إذا تحقق هذا الهدف عن طريق عدم الأمانة أو المراوغات الملتبسة. ومع ذلك، يميز العديد من الأشخاص الذين يؤيدون التجنيد الإلزامي بين الاعتراض الضميري «بحسن نية» وتهرب الجند، الذي يُنظر إليه كتملص من الخدمة العسكرية دون عذر شرعي.
لا يعارض المينونايتز المحافظون خدمة بلدهم عبر بدائل سلمية (الخدمة البديلة) مثل العمل في المستشفيات، والزراعة، والحراجة، وبناء الطرق وأشغال مماثلة. اعتراضهم هو أن يكونوا جزءًا من أي قوة عسكرية سواء من خدمة عادية أو غير قتالية. خلال فترات الحرب العالمية الثانية، والحرب الكورية وحرب فيتنام، خدموا في العديد من الوظائف المشابهة في برامج خدمات آي-دبلييو البديلة، في البداية عن طريق لجنة المينونايت المركزية والآن عن طريق بدائلهم الخاصة.
على الرغم من حقيقة أن المؤسسات الدولية مثل الأمم المتحدة «يو إن» ومجلس أوروبا «سي أو إي» تعتبر الاعتراض الضميري حقًا من حقوق الإنسان وتشجعه، إلا أنه بحلول عام 2004، ما زال هذا الحق مفتقرًا لأساس قانوني في معظم الدول. من بين مئة دولة تقريبًا تفرض التجنيد الإلزامي، تملك ثلاثون دولة فقط بنودًا قانونية، وتوجد 25 دولة منها في أوروبا. في أوروبا، تحقق معظم الدول التي تفرض التجنيد الإلزامي اليوم التوجيهات العالمية المتعلقة بشرعية الاعتراض الضميري (ما عدا اليونان، وقبرص، وتركيا، وفنلندا وروسيا). في العديد من الدول خارج أوروبا، خاصةً في المناطق ذات النزاع المسلح (مثل جمهورية الكونغو الديمقراطية)، يُعاقب الاعتراض الضميري بشدة.
بينما نُظر إلى المعترضين الضميريين قديمًا على أنهم فارون، أو خائنون، أو جبناء أو ببساطة غير وطنيين، فقد تغيرت صورتهم جذرياً في العالم الغربي في العقود الماضية. على وجه الخصوص في أوروبا، يخدم المعترضون عادةً في خدمات مدنية بديلة، ويُعتبر أنهم يقدمون إسهامًا هامًا للمجتمع بشكل مساو للمجندين. بالإضافة إلى ذلك، فقد ارتفع عدد المعترضين بشكل ملحوظ. في عام 1991، أنشأت دير السلام السجل الوطني للاعتراض الضميري، حيث أمكن للمواطنين التصريح علانيةً عن رفضهم المشاركة في صراع مسلح.